# Wapen van Werkhoven

Het officieuze wapen van Werkhoven

Het wapen van Werkhoven is nooit officieel toegekend of erkend door de Hoge Raad van Adel. De Utrechtse gemeente Werkhoven heeft het wapen nooit aangevraagd en heeft ervoor gekozen om zelfstandig het wapen te ontwerpen en te gebruiken. In 1964 is de gemeente opgegaan in de gemeente Bunnik. Deze voert sinds 1969 in het derde kwartier van zijn wapen het oude wapen van Werkhoven, minus de palmtakken. Sierksma meldt dat het wapen ontleend zou zijn aan het uithangbord van een plaatselijke herberg.

## Blazoenering
Hoewel niet officieel luidt de blazoenering van het wapen als volgt:
In azuur een springend paard, ondersteund door 2 gekruiste palmtakken, alles van zilver.
Het wapen heeft een blauwe ondergrond met daarop een steigerend paard. Onder het paard staan twee gekruiste palmtakken. Het paard en de palmtakken zijn zilverkleurig.

## Overeenkomstig wapen

Het wapen van Bunnik

Abcoude
· Abcoude-Baambrugge
· Abcoude-Proostdij
· Achttienhoven
· Amerongen
· Benschop
· Breukelen
· Breukelen-Nijenrode
· Breukelen-Sint Pieters
· Bunnik
· Cothen
· Darthuizen
· De Vuursche
· Doorn
· Driebergen
· Driebergen-Rijsenburg
· Everdingen
· Haarzuilens
· Hagestein
· Harmelen
· Hoenkoop
· Hoogland
· Houten
· Indijk
· Jaarsveld
· Jutphaas
· Kamerik
· Kockengen
· Langbroek
· Leersum
· Linschoten
· Loenen
· Loenersloot
· Loosdrecht
· Maarn
· Maarssen
· Maarsseveen
· Maartensdijk
· Mijdrecht
· Nigtevecht
· Noord-Polsbroek
· Odijk
· Oudenrijn
· Polsbroek
· Rijsenburg
· Ruwiel
· Schalkwijk
· Snelrewaard
· Sterkenburg
· Stoutenburg
· Tienhoven
· Vianen 
· Vinkeveen
· Vinkeveen en Waverveen
· Vleuten
· Vleuten-De Meern
· Vreeland
· Vreeswijk
· Waarder
· Waverveen
· Werkhoven
· Westbroek
· Willeskop
· Willige Langerak
· Wilnis
· Zegveld
· Zuilen
· Zuid-Polsbroek